# Амар, Эльхам
Эльха́м Ама́р (норв. Elham Amar; также Эльха́м Абдрлауф (норв. Elham Abdrlauf); род. 2 января 2005) — норвежский шахматист, гроссмейстер (2024). Бронзовый призёр чемпионата Норвегии (2023).

## Спортивные результаты
| Год  | Город      | Турнир                                       | + | − | = | Результат | Место | Ист.  |
| ---- | ---------- | -------------------------------------------- | - | - | - | --------- | ----- | ----- |
| 2020 | Стокгольм  | 4Springare&Stockholms SF IM Salongsturnering | 5 | 1 | 3 | 6½ из 9   | 2     | [ 3 ] |
| 2020 | Фредерисия | Молодёжный чемпионат Северных стран          | 5 | 1 | 0 | 5 из 6    | 2     | [ 4 ] |
| 2023 |            | Рижский технический университет Опен (А)     | 6 | 0 | 3 | 7½ из 9   | 1     | [ 5 ] |

## Изменения рейтинга
| Графики недоступны из-за технических проблем. См. информацию на Фабрикаторе и на mediawiki.org. |